# Leibniz-Ring-Hannover

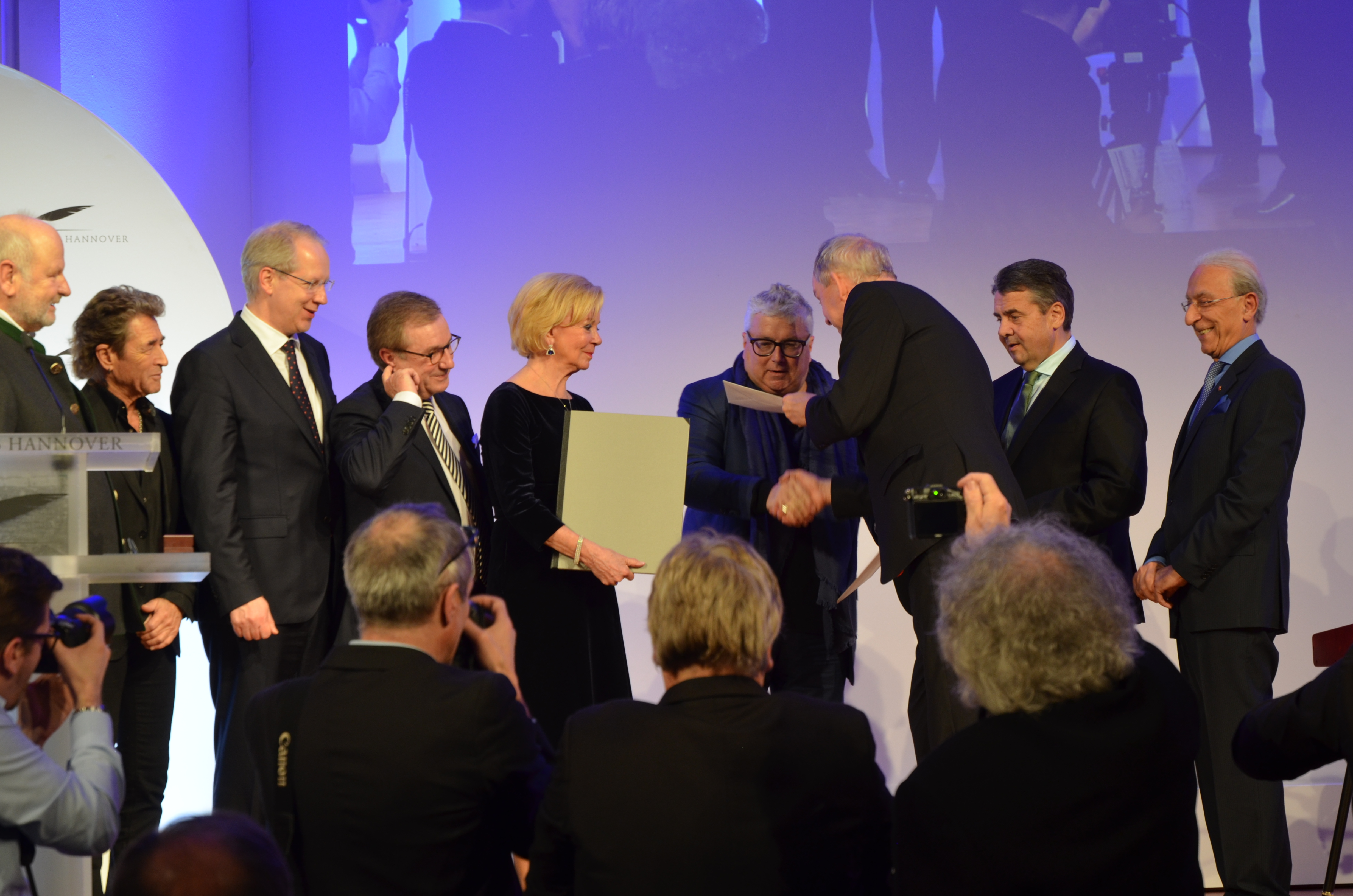
Verleihung an Hans Georg Näder (obere Reihe 6. von links), 2017

Mit dem Leibniz-Ring-Hannover ehrt der Presse Club Hannover seit 1997 jährlich Persönlichkeiten oder Institutionen, „die durch eine herausragende Leistung auf sich aufmerksam gemacht oder durch ihr Lebenswerk ein besonderes Zeichen gesetzt haben“. Zugleich soll mit dieser Auszeichnung an den Universalgelehrten Gottfried Wilhelm Leibniz erinnert werden, der bis zu seinem Tod in Hannover wirkte. „Dieser große Denker […] beförderte als Mathematiker, Jurist, Physiker, Theologe und Philosoph den Gang der Wissenschaft“, wie der Presse Club schreibt. Der Preis ist mit 15.000 Euro dotiert.
Im Jahr 2016 wurden, wenige Tage vor der Preisverleihung, der für die Preisträgerin Maria Furtwängler gefertigte Sieger-Ring gestohlen sowie weitere sechzehn Goldringe, die für den Wettbewerb eingereicht wurden und in den Räumen des Presseclubs ausgestellt waren. Es wurde eine Belohnung von 5.000 Euro ausgesetzt. Für die Preisverleihung musste kurzfristig ein neuer Ehrenring angefertigt werden.

## Preisträger
- 2022: Ukrainisches Volk[2], entgegengenommen durch den ukrainischen Botschafter Oleksij Makejew[3]
- 2021: Jens Arlt[4]
- 2020: Rolf Zick[5]
- 2019: Antje Boetius[6][7]
- 2018: Klaus Meine[8]
- 2017: Hans Georg Näder[9]
- 2016: Maria Furtwängler[10]
- 2015: Peter Maffay[11]
- 2014: Rita Süssmuth[12]
- 2013: Madjid Samii[13]
- 2012: Thomanerchor Leipzig[14]
- 2010: Teresa Enke, Witwe von Robert Enke[15]
- 2009: Heinz-Horst Deichmann
- 2008: Ingeborg Schäuble
- 2007: Hans-Jochen Vogel gemeinsam mit seinem Bruder Bernhard Vogel
- 2006: Sönke Wortmann
- 2005: Roman Herzog
- 2004: Shirin Ebadi
- 2003: Hans Blix
- 2002: Jutta Limbach
- 2001: Ulrich Reimers
- 2000: BBC
- 1999: Hubert Markl
- 1998: Wolf Lepenies
- 1997: Giorgio Napolitano

## Goldschmiede-Wettbewerb
Der Ring wird in dem „höchstdotierten Goldschmiede-Wettbewerb Deutschlands“ ermittelt, welcher vom Presse Club Hannover und der Gold- und Silberschmiede-Innung Hannover (Konrad Kabe) ausgeschrieben wird.
Die teilnehmenden Goldschmiede und Schmuckdesigner erhalten für den Siegerring ein Preisgeld von 3.500 Euro, für den zweiten Platz 500 Euro. Zu den Anforderungen der Gestaltung gehört, dass das Schmuckstück auf den jeweiligen Preisträger und dessen herausragende Leistung zugeschnitten ist.

### Wettbewerbsgewinner
- 2020: Alena Jakunina Uthe und Nico Starke aus Pforzheim
- 2019: Alena Jakunina Uthe und Nico Starke aus Pforzheim[18]
- 2018: Alena Jakunina Uthe und Nico Starke aus Pforzheim[19]
- 2017: Marco Kurapkat aus Isernhagen[9]
- 2016: Sabine Lang[20]
- 2015: Petra Marklein-Paas[21]
- 2014: Beate Fritz[22]
- 2013: Petra Marklein-Paas[23]
- 2012: Thomas Manz
- 2010: Denise Mitschke
- 2009: Denise Mitschke
- 2008: Denise Mitschke
- 2007: Julia Carolin Blecken
- 2006: Julia Carolin Blecken
- 2005: Jutta Arndt
- 2004: Günther Meyer
- 2003: Detlev Wegner
- 2002: Marc Maertens
- 2001: Detlev Wegner
- 2000: Sabine Feicht-Schneiderheit
- 1999: Günther Meyer
- 1998: Hans J. Wiegleb
- 1997: Sabine Feicht